# 朱集璜
朱集璜（？—1645年），字以發，明末崑山歲貢生。

## 生平
其學行為郷里所推崇，在地方上授徒教課已有數百人。子朱用純。
1645年（清顺治二年；南明弘光元年）五月十五，眾大臣獻南京投降清兵。縣丞閻茂才遣使迎清兵投降，但崑山縣縣民一起執殺縣丞閻茂才，推舊將王佐才為帥，朱集璜及周室瑜、陶琰、陳大任等人共舉兵守崑山。參將陳宏勛、前知縣楊永言率領壯士百人相助。大清兵至，參將陳宏率舟師迎戰，戰敗而還，遊擊孫誌尹戰死。崑山城淪陷，楊永言逃。朱集璜則跑到東禪寺的後河邊投河自盡。朱集璜的學生孫道民、張謙等人也在同日殉難。

## 著作
- 《觀後堂集》